# Acacio Gabriel Viegas
Acacio Gabriel Viegas (Arpora, Goa, 1 de abril de 1856 – Bombaim, 1933) foi um médico indiano que ficou conhecido por descobrir a causa de uma epidemia de peste bubónica em Bombaim, para além de ter servido como presidente da Corporação Municipal de Bombaim entre 1906 e 1907, o primeiro cristão indiano a ser eleito para esse cargo. 

## Biografia
Para além desse cargo cívico, em que se notabilizou por tentar melhorar a vida dos mais pobres da sua cidade, o Dr. Viegas foi também activo na Universidade de Bombaim, tendo lançado a Faculdade de Ciência e Tecnologia e promovido a introdução da língua portuguesa nos curricula académicos e a criação de cursos destinados a mulheres.
Por essas actividades, a Corporação Municipal de Bombaim mandou erigir uma estátua sua numa das praças nobres da cidade; uma rua da área de Dhobitalao, na mesma cidade, tem também o seu nome.

## A peste
Em 1896, uma estranha epidemia declarou-se nas favelas de Nowroji Hill, levando ao êxodo de muitos residentes, com graves consequências para o comércio local e para a florescente indústria têxtil. Viegas identificou correctamente a doença como peste bubónica e, para além de assistir pessoalmente a grande número de pacientes, lançou uma campanha para a limpeza e exterminação dos ratos portadores do germe.
O governador de Bombaim promoveu a visita de quatro equipas de médicos, que confirmaram o diagnóstico de Viegas, e finalmente o Dr. Haffkine, que já tinha descoberto uma vacina contra a cólera, para conseguir uma para a peste. A vacina de Haffkine salvou milhares de vidas e foi inoculada pessoalmente por Viegas em cerca de 18 mil residentes de Bombaim.